# 周子忠
周子忠，中华人民共和国政治人物、外交官。
1996年，接替辛福坦，担任中华人民共和国驻瑞士大使。2000年，由吴传福接任。